# Phytomyza adjuncta
Phytomyza adjuncta este o specie de muște din genul Phytomyza, familia Agromyzidae, descrisă de Erich Martin Hering în anul 1928. Conform Catalogue of Life specia Phytomyza adjuncta nu are subspecii cunoscute.